# Hausenhof
Hausenhof (fränkisch: Hausnhof) ist ein Gemeindeteil der Gemeinde Dietersheim im Landkreis Neustadt an der Aisch-Bad Windsheim (Mittelfranken, Bayern). Hausenhof liegt in der Gemarkung Altheim.

## Geografie
Das Dorf liegt am Aalbach, einem linken Zufluss der Aisch. Nordwestlich erhebt sich der Sommerberg (383 m ü. NHN), östlich der Kirschenbuck und 0,5 km südlich der Walterbühl. 0,75 km westlich befindet sich der Güterwald. Ein Anliegerweg verläuft nach Altheim (2,5 km südöstlich).

## Geschichte
Der Ort entstand im Spätmittelalter (11./12. Jahrhundert). Im Salbuch des Klosters Heilsbronn von 1432 wurde der Ort als „Hawsen“ erstmals eindeutig zuordenbar schriftlich erwähnt, Anfang des 18. Jahrhunderts erstmals „Haußenhoff“ genannt.
Gegen Ende des 18. Jahrhunderts gehörte Hausenhof zur Realgemeinde Altheim. Die beiden Anwesen hatten das brandenburg-bayreuthische Vogtamt Altheim als Grundherrn. Unter der preußischen Verwaltung (1792–1806) des Fürstentums Bayreuth erhielt Hausenhof die Hausnummern 59 und 60 des Ortes Altheim.
Von 1797 bis 1810 unterstand der Ort dem Justizamt Külsheim und Kammeramt Ipsheim. Im Rahmen des Gemeindeedikts wurde Hausenhof dem 1811 gebildeten Steuerdistrikt Altheim und der 1817 gebildeten Ruralgemeinde Altheim zugeordnet. Am 1. Juli 1972 wurde Altheim im Zuge der Gebietsreform in Bayern nach Dietersheim eingemeindet.
Im Jahre 1983 wurde der Einödhof samt Grundstück von der Camphill-Gemeinschaft Nürnberg gekauft und zu einer Dorfgemeinschaft für geistig Behinderte erweitert.

### Baudenkmal
- ehemaliger Einödhof[11]

### Einwohnerentwicklung
| Jahr      | 001818 | 001840 | 001861 | 001871 | 001885 | 001900 | 001925 | 001950 | 001961 | 001970 | 001987 | 002013 |
| Einwohner | 4      | 4      | 9      | 9      | 8      | 6      | 8      | 8      | 5      | 4      | 4      | 100    |
| Häuser    | 1      | 2      |        |        | 1      | 2      | 1      | 1      | 1      |        | 1      |        |
| Quelle    | [ 13 ] | [ 14 ] | [ 15 ] | [ 16 ] | [ 17 ] | [ 18 ] | [ 19 ] | [ 20 ] | [ 21 ] | [ 22 ] | [ 23 ] | [ 1 ]  |

## Religion
Der Ort ist seit der Reformation evangelisch-lutherisch geprägt und bis heute nach St. Maria, Simon und Judas (Altheim) gepfarrt.